# Beal (North Yorkshire)
Beal ist eine Gemeinde (civil parish) am Fluss Aire in North Yorkshire mit, Stand 2022, 771 Einwohnern. Außer dem namensgebenden Hauptort gehört hierzu noch der Weiler Kellingley. Das Bergwerk Kellingley, letztes noch produzierendes Untertage-Kohlebergwerk des Vereinigten Königreiches und zeitweise die größte Kohlezeche Europas, wurde Ende 2015 stillgelegt. Es liegt im Südwesten des Gemeindegebietes, direkt an der Grenze nach Knottingley.